# Георгій (неаполітанський дука)
Георгій (†739), неаполітанський дука (729–739). Захищав частину узбережжя Італії від Террачіни, що на північ від Гаети, до Палермо, яке розташоване на заході Сицилії. Тому в Террачіні зберігся старовинний пам'ятник, присвячений Георгію.